# British Board of Film Classification
O British Board of Film Classification (BBFC), fundado em 1912 como British Board of Film Censors, é a organização responsável pela classificação de filmes, DVDs, programas de televisão e jogos eletrônicos no Reino Unido.

## Classificação dos filmes
As autoridades locais têm a palavra final no Reino Unido sobre a classificação das obras cinematográficas desde que o Conselho primeiro estuda a criação, indica-a com os marcadores, depois os cinemas adotam ou não.

## Classificação de jogos eletrônicos
Embora seu papel esteja centrado em produções cinematográficas, os editores de jogos também devem enviar suas criações ao BBFC antes da publicação. Por exemplo, em 1997, Carmageddon foi recusado: uma versão modificada foi então produzida e poderia ser certificada como "18" (18 anos ou mais). Desde 2003, o sistema europeu PEGI está em vigor, no entanto, o BBFC continua avaliando certos jogos. Em 2012, o sistema BBFC desapareceu em favor do padrão PEGI.

## Selos atuais
A BBFC atualmente usa os seguintes selos. Esta categoria de logos foram introduzidos no começo de 2002, ficando no lugar dos anteriores que estavam ativos desde 1985.
| Símbolo | Símbolo | Nome               | Definição |
| antigo  | novo    | Nome               | Definição |
| ------- | ------- | ------------------ | --- |
| Uc      | -       | Universal Children | Classificação livre, mas feito especialmente para crianças menores de 7 anos de idade. |
|         | U       | Universal          | Classificação livre, não existe nada de inadequado para crianças. |
|         | PG      | Parental Guidance  | Classificação livre, mas os responsáveis são avisados de que algumas cenas podem ser inapropriadas para crianças. Motivo: O conteúdo pode apresentar linguagem depreciativa. |
|         | 12A     | 12 Accompanied     | Apropriado para pré-adolescentes de 12 anos ou mais. Menores que 12 podem ser admitidos se acompanhados por um adulto durante toda a performance (este selo ficou no lugar do certificado de 12 anos para filmes no cinema somente em 2002) Motivo: O conteúdo pode apresentar agressão física e/ou verbal, descrições de verbais de violência, procedimentos médicos, mortes naturais ou acidentais, Bullying, morte derivada do ato heróico, insinuação sexual, nudez velada, linguagem chula e consumo de drogas lícitas.                             |
|         | 12      | 12                 | Apropriado para pré-adolescentes de 12 anos ou mais. Nenhum jovem de idade menor que 12 pode alugar ou comprar um VHS, DVD ou jogo eletrônico classificado para 12 anos (mídia caseira somente desde 2002) Motivo: O conteúdo pode apresentar agressão física e/ou verbal, descrições de verbais de violência, procedimentos médicos, mortes naturais ou acidentais, Bullying, morte derivada do ato heróico, insinuação sexual, nudez velada, linguagem chula e consumo de drogas lícitas.                                                              |
| 15      | 15      | 15                 | Apropriado para maiores de 15 anos. Nenhum menor que 15 anos pode assistir a um filme desta classificação no cinema, nem comprar ou alugar um VHS, DVD ou jogo eletrônico de mesma classificação. Motivo: O conteúdo pode apresentar assassinato, vítima em agonia, preconceito/estigma, violência contra animais, supervalorização da beleza física ou do consumo, assédio sexual, aborto, pena de morte, eutanásia, nudez parcial e consumo de drogas ilícitas.                                                                                        |
|         | 18      | 18                 | Apropriado para maiores de 18 anos. Nenhum menor que 18 anos pode assistir a um filme desta classificação no cinema, nem comprar ou alugar um VHS, DVD ou jogo eletrônico de mesma classificação. Motivo: O conteúdo pode apresentar violência gratuita, banalização da violência, violência familiar, violência de forte impacto visual, crueldade, elogio, glamourização ou apologia à violência, crimes de ódio, pedofilia, tortura, estupro, mutilação, abuso e/ou exploração sexual, suicídio, relação sexual e apologia ao uso de drogas Ilícitas. |
|         | R18     | Restricted 18      | Apropriado somente para maiores de 18 anos. Este selo só pode ser mostrado em cinemas licenciados ou vendidas em sex shops, e para pessoas com 18 anos ou mais. Esse selo é exclusivo para filmes de conteúdos pornográficos. |

## Certificado de verificação de idade
Como parte da implementação do Digital Economy Act 2017 [en], o BBFC e o NCC Group [en] planejavam introduzir um certificado de verificação de idade (Certificado AVC ou AV), um certificado voluntário e não estatutário concedido a provedores de verificação de idade da Internet que atendem aos padrões de privacidade e segurança de dados.  Planos para obrigar a verificação de idade online para negar o acesso a sites pornográficos àqueles que não provam ser maiores de 18 anos foram posteriormente abandonados.